# Johannit
Johannit (Haidinger, 1830), chemický vzorec Cu(UO2)2(SO4)2(OH)2.8H2O, je trojklonný minerál.

## Vznik
Je vzácným minerálem oxidační zóny ložisek uranu obsahujících sulfidy. Bývá doprovázen sádrovcem, uranopilitem, brochantitem, chalkantitem.

## Morfologie
Tvoří krystaly sloupečkovitého a tabulkovitého habitu, skládající sférické agregáty. Krystalové drůzy, jemně zrnité i ledvinité agregáty.

## Vlastnosti
- Fyzikální vlastnosti: Lze rýpat nehtem (má tvrdost 2), hustota 3,4 g/cm³, dobře štěpný podle {100}, lom má nepravidelný.
- Optické vlastnosti: Barva: žlutá, žlutozelená, průhledný až průsvitný, vryp světle zelený, lesk skelný Je silně pleochroický, opticky dvojosý (+). V UV záření nefosforeskuje.
- Chemické vlastnosti: Složení: U 48,88 %, Cu 6,53 %, H 1,86 %, S 6,59 %, O 36,14 %. Ve vodě se pomalu rozpouští, silně radioaktivní.

## Naleziště
Poprvé nalezen v Jáchymově na dole Eliáš, pochybný ze Zálesí ve Slezsku (jedná se nejspíše o konichalcit). Ve světě například Johanngeorgenstadt v Sasku (Německo), na ložiskách uranu v Coloradu a Utahu, výkvěty s chalkantitem na ložisku Tabošar v Tádžikistánu.